# Leandro Bisiach senior

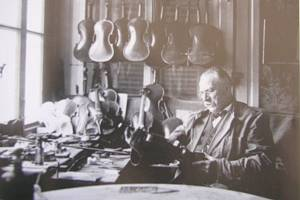
Leandro Bisiach in seiner Werkstatt (1929)

Leandro Bisiach, gemeint ist Leandro Bisiach Senior (* 16. Juni 1864 in Casale Monferrato; † 1. Dezember 1945 in Venegono Superiore), war ein italienischer Geigenbauer. Er war Mitbegründer und später Inhaber der Mailänder Lauten- und Geigenbaufirma Bisiach. Bisiach gilt mit seinem Lehrer Riccardo Antoniazzi als Mitbegründer der modernen Mailänder Geigenbauerschule.

## Leben und Werk
Leandro Bisiach hatte schon als Junge das Geigenspiel und von seinem Vater, der Holzschnitzer war, die Holzbearbeitung gelernt. Um 1886 erlernte er das Handwerk des Geigenbaus bei Riccardo und Romeo Antoniazzi in Mailand. 1890 gründete er mit Riccardo Antoniazzi sowie dessen Bruder Romeo und dessen Vater Gaetano eine Lauten- und Geigenbauwerkstatt in Mailand. Die Werkstatt firmierte unter Bisiachs Namen und florierte. Bisiach stellte neben Riccardo, Romeo und Gaetano Antoniazzi zahlreiche weitere Geigenbauer wie Gaetano Sgarabotto, Giuseppe Ornati, Ferdinando Garimberti und Iginio Sderciein. Bisiach handelte auch mit alten italienischen Geigen.
Viele Geigen, die das Label von Bisiach tragen, können anderen Instrumentenbauern (z. B. Riccardo Antoniazzi) zugeordnet werden. Dennoch zeigen die persönlichen Arbeiten von Leandro Bisiach ein hohes Verständnis der klassischen Vorgänger sowie eine sehr hohe Qualität. Gegen Ende seiner Schaffensperiode wird der Stil der Instrumente schwerfälliger und weniger inspiriert. Von Leandro Bisiach werden auf dem Musikmarkt vor allem vor 1914 gefertigte Geigen nachgefragt.
Seine vier Söhne Andrea, Carlo, Giacomo und Leandro (Junior, 1904–1982) assistierten ihm viele Jahre in der Werkstatt. Im Jahr 1900 kaufte Leandro Bisiach eine Villa in Venegono Superiore (Varese), die ab 1925 offizieller Geschäftssitz wurde. Nach dem Ausscheiden der beiden älteren Söhne Andrea und Carlo zog sich Leandro Bisiach Senior 1932 aus dem operativen Werkstattbetrieb in Mailand nach Venegono zurück und überließ das Werkstattgeschäft den beiden jüngeren Söhnen Giacomo und Leandro Junior. In Venegono wirkte Leandro Bisiach Senior als Fachmann für Geigenbewertungen und Reparaturen weiter.
Leandro Bisiach Senior war sowohl handwerklich als auch unternehmerisch hoch begabt. Er erhielt zahlreiche Auszeichnungen für seine Instrumente: In London 1895, in Atlanta 1895/96, in Turin 1898, in Paris 1900, in Mailand 1906 und in Brüssel 1910. Leandro Bisiach starb im Dezember 1945 in Venegono. Das Unternehmen wurde unter dem Namen Giacomo  and Leandro Bisiach bis ins Jahr 1973 weitergeführt.